# Џејмс Корден
Џејмс Кимберли Корден  (енгл. James Corden; Лондон, 22. август 1978) је енглески глумац, комичар, певач, писац, продуцент и телевизијски водитељ. У Сједињеним Државама је најпознатији као водитељ Касне касне емисије са Џејмсом Корденом, касноноћне ток емисије која је на ЦБС-у од 2015. године. У Уједињеном Краљевству, најпознатији је по косценарству и глуми у хваљеном ББЦ-јевом ситкому Гавин и Стејси.

## Рани живот
Корден је рођен у Хилингдону, у Великом Лондону, као син Маргарет и Малколма Кордена. Његов отац је био музичар у бенду Краљевског ваздухопловства (а касније и продавац хришћанских књига и Библија)  а мајка је била социјални радник. Има две сестре.

## Каријера
Корден се први пут појавио на сцени када је имао 18 година, са улогом у једној линији у мјузиклу Мартин Гуере из 1996. године. Његова прва улога ТВ репортера била је на БиБиСи-ју Добро јутро са Ен и Ником, интервјуишући Мит Лоуфа.
Од 2000. до 2005. године Корден је глумио у британској телевизијској серији Дебели пријатељи као Џејми Рајмер. За свој рад добио је номинацију за награду Краљевског телевизијског друштва 2000. године за најбољег новајлију. У 2004. години, Корден је играо улогу Тимса у оригиналној лондонској сценској продукцији драме Алана Бенета Историјски момци, као и у продукцијама на Бродвеју, Сиднеју, Велингтону и Хонгконгу и радио је на филмској адаптацији драме из 2006. године.
Од 2007. до 2010. године, Корден је глумио у сопственој серији, серијалу БиБиСи 3 Гавин & Стејси.  На телевизијској додели БАФТА 2008, Корден је освојио БАФТА награду за најбољу мушку комедију, а Гавин и Стејси су освојили награду публике за програм године. Године 2019, Гавин и Стејси су се вратили за божићни специјал, са епизодом која је постигла највећу гледаност за Божић у Великој Британији више од једне деценије.

### Остали пословни пројекти
Године 2008. појавио се у филму Тобија Јанга из 2001. у аутобиографији Како изгубити пријатеље и отуђити људе.
Корден је 2009. године глумио главног лика у филму Лезбејске вампирске убице, који није био успешан. Те године је играо Клема Катинија у биографском филму о Џоу Меку Телстар, а такође и у анимираном Планети 51 заједно са Метјуом Хорном.
У марту 2010, Корден је почео да води комичну/спортску панел емисију Скај 1 Њихова лига заједно са капитенима тима Ендруом Флинтофом и Џејмијем Реднапом. У марту 2010. представио је Спорт Релиеф 2010 заједно са Давином Мекол и другима, и допринео је „наставку“ скечева енглеског фудбалског тима 2009. године, овог пута дајући мотивациони говор разним спортским звездама, укључујући Дејвида Бекама и возача моторних трка Џенсона Батона.
Године 2010. такође је био у главној постави филма Гуливерова путовања.

### Један слуга, два господинаи други пројекти
Почевши од јуна 2011. године, Корден је играо главну улогу у хит представи комедији Један слуга, два господина. Представа је такође емитована широм света као део биоскопа Народног позоришта уживо, а пребачена је из Народног позоришта Вест Енд након турнеје. Представа је добила универзално признање критике и освојила је најбољу представу на додели награда Вечерњи Стандард Позоришна Награда за 2011. годину. Гардијан је представу оценио као тријумф визуелне и вербалне комедије. Дејли телеграф описао ју је као "хит лета"; док је Индепендент назвао „масовним хитом“, а Вечерњи Стандард „сигурним хитом“.
Корден се појавио у музичком споту за сингл Mama Do the Hump Ризл Кикса, објављен у децембру 2011. године, који је достигао друго место на топ листама. У априлу 2012, представа Један слуга, два господина прешла је на Бродвеј, а Корден је наставио да игра главну улогу. У јуну 2012. године освојио је награду Тони за најбољу представу главног глумца у представи за своју представу.
У фебруару 2012. Корден је по трећи пут био домаћин Брит Награда. Корден је глумио Бејкера у Дизнијевој филмској адаптацији мјузикла Зачарана шума (2014). Године 2016. појавио се у анимираној комедији Тролови као Биги, буцмасти пријатељски трол.

### Касни касни шоу(2015 – данас)
Корден је 23. марта 2015. године наследио Крега Фергусона на месту водитеља америчке касноноћног ток-шоуа. Корденов сегмент Карпул Караоке улицама Лондона са поп певачицом Адел, који је приказан у његовом ток шоу у јануару 2016, био је највећи Јутјуб вирални видео у 2016. године. Корденов специјал Карпул караоке: Када је Корден упознао Макартнија, Уживо из Ливерпула је био вирални и критичарски успех који је заслужио номинацију за Еми награде за програм у ударном термину и победу за Изузетан специјал.

### Музички филмови

#### Мачке(2019)
2019. године, Корден је глумио у играној адаптацији Тома Хупера популарног мјузикла Мачке Ендруа Лојда Вебера као Бастофер Џонс  који је добио широку негативну пажњу. У филму су глумили Џенифер Хадсон, Идрис Елба, Тејлор Свифт, Ијан Макелен и Џуди Денч. Неки критичари су га назвали једним од најгорих филмова године због лоше замишљене ЦГИ графике.

#### Матура(2020)
Корденова главна улога у музичкој комедији из 2020. године добила је негативне критике, а Ричард Лосон из Венити Фера назвао ју је „једном од најгорих извођења 21. века“. Многи филмски критичари и чланови ЛБГТК заједнице сматрали су увредљивим његов приказ геј мушкарца док је он сам стрејт, а критичари су додали да је перформанс овековечио и капитализовао стереотипе о геј белцима. Ово извођење му је донело номинацију за Златни глобус за најбољег глумца у мјузиклу или комедији.

#### Пепељуга(2021)
Кларис Логри из Индепендента је написала: „Џејмс Корден је направио #Грлбос бајку коју само прождрљиви капиталиста може да воли“.

### Домаћин доделе награда
Корден је био домаћин доделе награда Тони 2016. и 2019. године, и Греми награда 2017. и 2018. године.

### Утицаји
Корден је рекао да су на њега у комедији утицали Грејам Нортон, Крис Еванс, Џонатан Рос, Конан О’Брајен, Дејвид Летерман, и Стивен Колбер.

## Лични живот
Корден је неколико година делио стан са колегом Домиником Купером. Купер је упознао Кордена са својом будућом супругом Џулијом Кери, коју је Купер познавао годинама. Корден се оженио Кери 15. септембра 2012. године. Корденови имају троје деце.
Корден је именован за официра Ордена Британске империје у новогодишњим почастима 2015. године за заслуге у драми.
Корден живи у Лос Анђелесу, Калифорнија, са својом породицом.

## Објављени радови
- Corden, James (2011). May I Have Your Attention, Please?: The Autobiography. London: Century. ISBN 978-1846059353. OCLC 751720297.